# 布施欽吾
布施 欽吾（ふせ きんご、1903年2月13日 - 1971年3月8日）は、日本の漢学者、教育者。中央大学文学部教授、立教大学文学部教授。

## 人物・経歴
千葉県出身。1928年（昭和3年）東京帝国大学文学部卒業。1929年（昭和4年）4月に、立教大学文学部教授に就任し、漢文を担当する。
戦後、1949年（昭和24年）より中央大学文学部教授を務め、1952年（昭和27年）に文学部に哲学専攻が発足すると、中国哲学を教える。
1961年（昭和36年）5月1日には中央大学学生部長に就任。1963年（昭和38年）11月、中央大学文学部長に就任。
1971年（昭和46年）3月8日、脳塞栓のため東京都杉並区荻窪の東京衛生病院で死去

## 主な著作
- 『韓非子法術論と老子』中央大学文学部紀要8号,35頁-58頁,中央大学文学部,1957年3月